# جمهورية أرتساخ
جمهورية أرتساخ (بالأرمنية: Արցախի Հանրապետություն) أو جُمْهُورِيَّةُ قَرَبَاغَ الجَبَلِيَّةُ (بالأذرية: Dağlıq Qarabağ Respublikası؛ وبالأرمنية: Լեռնային Ղարաբաղի Հանրապետություն) كانت دولة انفصالية في جنوب القوقاز، تدعمها أرمينيا التي يُعترف بأراضيها دوليًا على أنها جزء من أذربيجان. كانت تسيطر أرتساخ على جزء من إقليم قرباغ الجبلي المستقل سابقًا، بما في ذلك عاصمته خانكندي. كانت أرتساخ حبيسةً داخل أذربيجان، وكان طريقها البري الوحيد للوصول إلى أرمينيا هو عبر ممر لاتشين العريض البالغ طوله 5 كم (3.1 ميل)، والذي خضع لسيطرة قوات حفظ السلام الروسية.
طالبت كلٌ من جمهورية أذربيجان الديمقراطية وجمهورية أرمينيا الأولى بمنطقة ناغورنو قره باغ ذات الأغلبية الأرمنية، عندما نال كلا البلدين استقلالهما في عام 1918 بعد سقوط الإمبراطورية الروسية، واندلعت حرب قصيرة على المنطقة في عام 1920. تأجل النزاع بعد أن بسط الاتحاد السوفيتي سيطرته على المنطقة، وأسس إقليم ناغورنو قره باغ المستقل (نكاو) داخل جمهورية أذربيجان الاشتراكية السوفيتية في عام 1923. عادت المنطقة إلى الظهور كمصدر للخلاف بين أرمينيا وأذربيجان في الفترة التي سبقت سقوط الاتحاد السوفيتي. أدى استفتاء أُجري عام 1991، في إقليم ناغورنو قره باغ المستقل وفي إقليم شاهوميان المجاور، إلى إعلان الاستقلال. أدى النزاع العرقي إلى حرب ناغورنو-قره باغ بين عامي 1991-1994. اندلع النزاع بشكل متقطع منذ ذلك الحين، وبشكل أبرز في حرب ناغورنو-قره باغ لعام 2020.
كانت أرتساخ ديمقراطية رئاسية ذات مجلس تشريعي واحد. وكانت تعتمد على أرمينيا وتتكامل معها بشكل وثيق، واعتبرت من عدة نواحٍ جزءًا من أرمينيا.
كانت تعد دولة جبلية للغاية، بمتوسط ارتفاع يبلغ 1100 متر (3600 قدم) فوق مستوى سطح البحر. بلغت نسبة السكان من العرق الأرمني 99.7%، واللغة الرئيسية المحكية هي اللغة الأرمنية. غالبية السكان من المسيحيين، ومعظمهم ينتمون إلى الكنيسة الرسولية الأرمنية. تشتهر العديد من الأديرة التاريخية بتوافد السياح إليها، ومعظمهم من الشتات الأرمني، حيث تتم معظم الرحلات بين أرمينيا وأرتساخ فقط.
في سبتمبر 2023، شنت أذربيجان هجومًا عسكريًا. وافقت حكومة أرتساخ على نزع سلاحها والدخول في محادثات مع أذربيجان، مما أدى إلى فرار الأرمن من المنطقة. في 28 سبتمبر 2023 ، وقع رئيس أرتساخ مرسومًا بحل جميع مؤسسات الجمهورية بحلول 1 يناير 2024. بحلول 1 أكتوبر 2023، فر جميع سكان المنطقة تقريبًا إلى أرمينيا.

## أصل كلمة أرتساخ
ذكرت النصوص المنقوشة التي تعود إلى العصر الأورارتي وفقًا لعلماء الآثار أسماء مختلفة مثل أرداخ وأورديخ وأتاخوني، وأشار المؤرخ الكلاسيكي سترابو في كتابه (الجغرافيا) أن المنطقة التي يسميها الأوركيستين هي الاسم القديم لـ أرتساخ.
افترض ديفيد لانغ أن الاسم القديم لأرتساخ مشتق من اسم الملك أرتاكسياس الأول ملك أرمينيا في (190-159 قبل الميلاد) الذي يعتبر مؤسس سلالة أرتشياد ومملكة أرمينيا الكبرى. بينما تعتقد مجموعة أخرى أن اسم أرتساخ مشتق من (أر) بمعنى آران و (تساخ) بمعنى الغابة ليصبح الأسن غابات آران سيساكين وهو أحد النبلاء الأمرينيون من شمال شرق أرمينيا.
أما بالنسبة لكلمة ناغورني قره باغ فالجزء الأول ناغورني مشتق من اللغة الروسية بمعنى جبال أما الجزء الثاني قره باغ فهي كلمة تركية تعني حرفيًا الحديقة السوداء.
يطلق الإنجليز عادةً اسم جبال قره باغ على المنطقة لتجاوز الطاقة السلبية المرتبطة باسم ناغورني قره باغ بسبب الحرب.

## الجيش
يخضع الجيش للقيادة المدنية للحكومة وفقًا لدستور جمهورية أرتساخ، تأسس جيش الدفاع في أرتساخ رسميًا في 9 مايو 1992 للدفاع ضد أذربيجان، عندما بدأ الجيش الأذربيجاني بإطلاق النار في 12 مايو 1994.
يتكون جيش الدفاع في أرتساخ حاليًا من حوالي 18.000 - 20.000 ضابط وجندي، 8.500 منهم مواطنون من أرتساخ وما تبقى أي حوالي 10,000 من أرمينيا، يمتلك الجيش أيضًا 177-316 دبابة و 256-324 سيارات قتال إضافية و291-322 بندقية وقذيفة. تزود أرمينيا أرتساخ بالأسلحة والاحتياجات العسكرية الأخرى كما تنتشر عدة كتائب من الجيش الأرميني مباشرة في منطقة أرتساخ في الأراضي الأذربيجانية المحتلة.
حارب جيش أرتساخ الدفاعي في شوشا عام 1992 وافتتح ممر لاتشين بين أرمينيا وناغورني قره باغ (1992) ودافع عن جبهة مارتاكيرت من 1992 إلى 1994.

## اقتصاد جمهورية أرتساخ
تأثر الوضع الاجتماعي والاقتصادي لجمهورية أرتساخ بشكل كبير بالحرب التي امتدت من 1991- 1994، ظهر مع ذلك العديد من الاستثمارات الأجنبية، ويأتي معظم رأس المال الاستثماري من أرمينيا وروسيا والولايات المتحدة وفرنسا وأستراليا وإيران والشرق الأوسط.
تطور قطاع الاتصالات بشكل خاص مع كاراباخ تلكوم باستثمار ملايين الدولارات في الهاتف المحمول بإدارة شركة لبنانية، كما تقدم تعدين النحاس والذهب منذ عام 2002 مع تطوير وإطلاق ودائع درمبون. يُنتج ما يقرب 27-28 ألف طن منهم بمتوسط محتوى نحاسي من 19 إلى 21٪ ومحتوى ذهب من 32 إلى 34 جم / طن.
تعتبر أذربيجان كل عمليات التعدين في ناغورني قره باغ غير قانونية وتعهدت بالتعاقد مع شركة تدقيق دولية لتحديد الأضرار التي لحقت بشركة إدارة الخام الحكومية الأذربيجانية نتيجة لذلك. ، أعلنت حكومة أذربيجان في عام 2018 أنها تخطط لمنع صادرات قره باغ في المحكمة الدولية ووحدات تنفيذ القانون في البلدان التي تسجل شركات التعدين المتورطة فيها.
يُدار النظام المصرفي من قبل بنك أرتساخ (بنك أرميني مقره في يريفان يقوم بوظائف بنك ولاية ناغورني كاراباخ) وعدد من البنوك الأرمينية الأخرى.
تعد الزراعة ومعالجة المنتجات الزراعية، وخاصة النبيذ (مثل تخزين النبيذ وكحول الكونياك) أحد الاتجاهات ذات الأولوية للتنمية الاقتصادية الأرتساخية.

## الجغرافيا

### الموقع
تقع جمهورية مرتفعات قرة باغ في الجزء الجنوبي الشرقي من منطقة القوقاز الصغرى. يغلب على الجمهورية الطابع الجبلي، تحتضن الجزء الشرقي من هضبة قرة باغ من الغرب ويذهب إلى الجنوب والشرق، ثم الانضمام مع وادي أرتساخ الذي يُشكل جزءاً كبيراً من الأراضي المنخفضة.

## التاريخ
الأكثرية في هذه المنطقة من الأرمن، وجعلت هذه الأكثرية منطقة قرة باغ معرضة للصراع بين أرمينيا و‌أذربيجان، وهما أيضاً جمهوريات سوفيتية، وبعد الاستقلال في كلتا الجمهوريتين، بدأت حرباً في المنطقة وهي المعروفة باسم حرب مرتفعات قرة باغ، والتي أستمرت من 1988 إلى 1994.

### الاستقلال
في 10 ديسمبر 1991، عقب انهيار الاتحاد السوفيتي، بدأت المنطقة تطلب الاستقلال من أذربيجان، والانضمام إلى أرمينيا ولكن هذا لم يتحقق؛ ولكن تحقق الاستقلال فقط كجمهورية مرتفعات قرة باغ، والتي لم تعترف بها أي دولة أو منظمة، بما فيها أرمينيا.

## أصل التسمية
كلمة ناغورني كلمة روسية تعني مرتفعات وفي الوقت نفسه تعني جبال، أما كلمة قره باغ فتعني الحديقة السوداء، مما يعني أن ناغورني قره باغ هي ترجمة لمرتفعات الحديقة السوداء. سكان الجمهورية ذو الأغلبية الأرمنية يطلقون على المنطقة اسم «آرتساخ», أصل الكلمة أرمني وهي مألفة من مقطعين الأول «آر» نسبة إلى «آرا» إله الشمس عند الأرمن القدماء، و«تساخ» وتعني كرمة أو غابة. وبذلك تعني كلمة «آرتساخ» غابة أو كرمة الإله «آرا». أما الأذر فيعرفونها باسم «يوخاري قره باغ»، أو «قره باغ العليا» بالمعنى الحرفي.

## السياسة

### النظام السياسي
تتبع جمهورية مرتفعات قرة باغ النظام الرئاسي. أي أن السلطة التنفيذية تقع أساساً على عاتق الرئيس، فالسلطة التنفيذية مستقلة تماماً عن السلطة التشريعية ولا تقع تحت محاسبتها ولا يمكن أن تقوم بحلها. والرئيس ينتخب لمدة 5 سنوات من قبل الشعب. تتسم الجمهورية بوجود نظام متعدد الأحزاب، والجمعية الوطنية (البرلمان) به 33 عضواً، و 16 عضواً آخرين ينتخبون لمدة خمس سنوات في دوائر انتخابية بمقعد واحد و 17 آخرين عن طريق التمثيل النسبي.

### الأوضاع

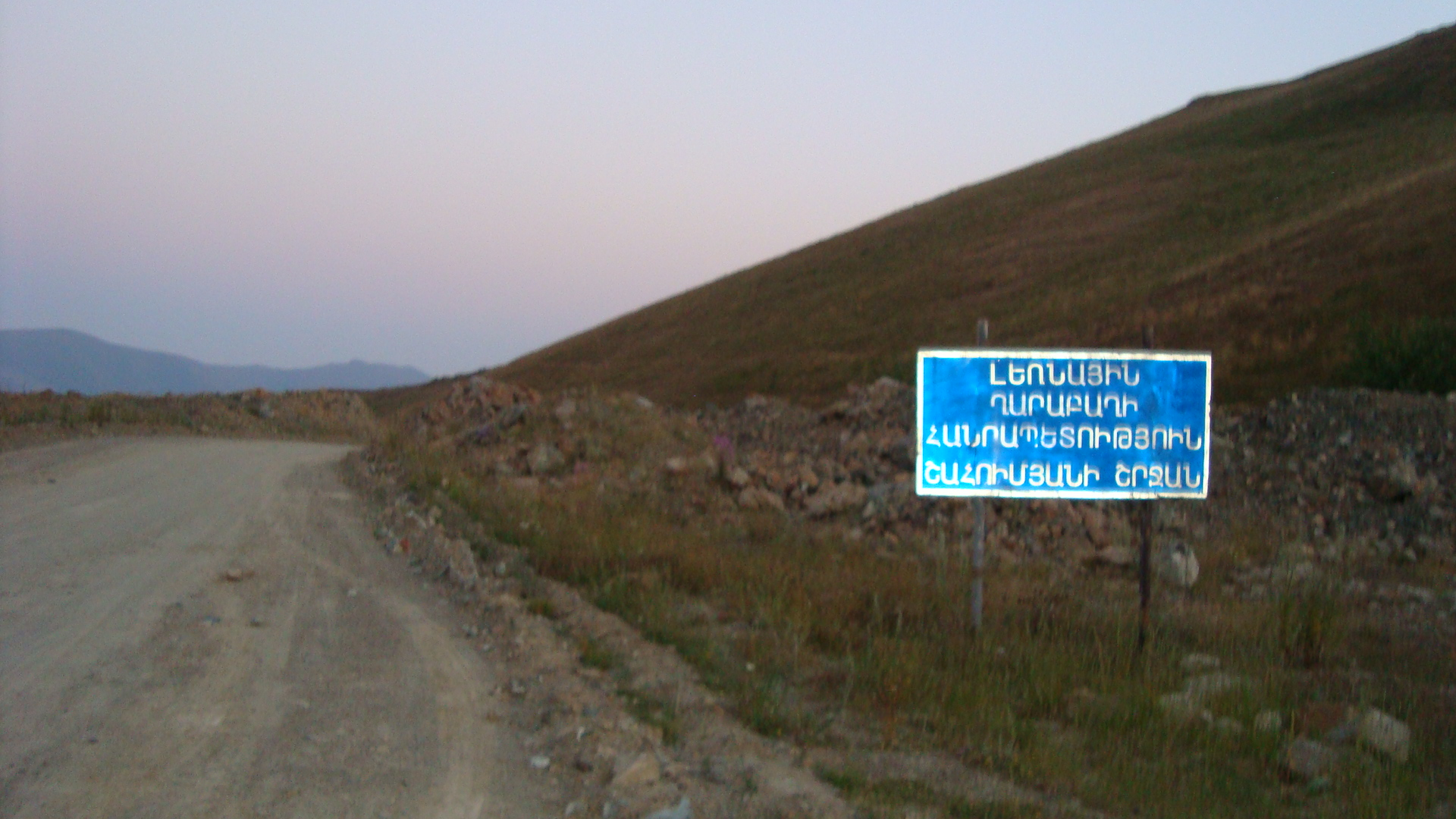
لافتة عند مدخل جمهورية مرتفعات قرة باغ مكتوب عليها بالأرمينية: "مرحباً بكم في أرتساخ الحرة"

في الوقت الحاضر لم تتلق جمهورية مرتفعات قرة باغ الاعتراف من جانب الدول الأعضاء في الأمم المتحدة، ولكن اعترف بالجمهورية جمهوريات أخرى غير معترف بها أو معترف بها جزئياً:
- دول غير معترف بها: جمهورية ترانسنيستريا.
- دول معترف بها جزئياً: أبخازيا و‌أوسيتيا الجنوبية.

### القوات المسلحة ناجورني قرة باغ
تأسست رسمياً في مرتفعات قرة باغ وزارة الدفاع والجيش في 9 مايو 1992 م، وهي قوة الدفاع الرسمي للجمهورية، وكانت هناك من قبل وحدات دفاعية غير منظمة تشكلت عام 1990 من أجل الدفاع عن السكان الأرمن القاطنين في قرة باغ.
جيش الدفاع يتألف حالياً من 15000 - 20000 مقاتل سواء كان من الضباط المدربين تدريباً جيداً أو من الجنود المجهزين. والجيش يتألف من المشاة والدبابات والمدفعية وأنظمة مضادة للطائرات.
وقد اتخذ الجيش دوراً حاسماً في تأسيس الجمهورية في معارك حاسمة مثل معركة شوشة (شوشي) عام 1992، وفتح ممر لاتشين بين جمهورية أرمينيا والجمهورية الوليدة في نفس السنة، وأيضاً كان يدافع عن الجبهة في مارتاكيرت في الفترة بين 1992 وحتى عام 1994 م.

### التقسيمات الإدارية
جمهورية مرتفعات قرة باغ تنقسم إلى 7 أقسام إدارية، بجانب العاصمة سيتباناكيرت التي لها وضعاً إدارياً خاصاً.

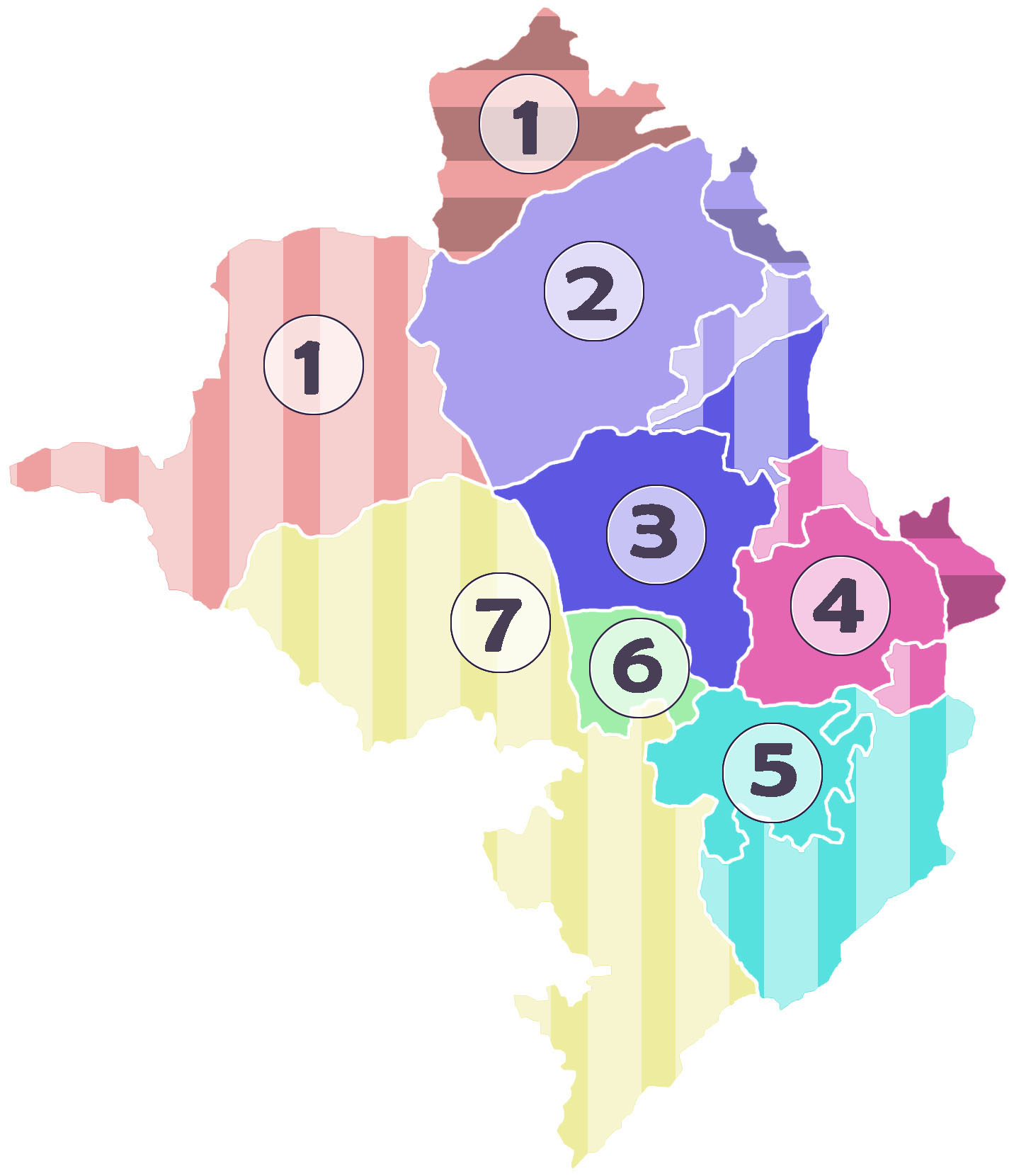
التقسيم الإداري لجمهورية مرتفعات قرة باغ، للمفتاح انظر الجدول

| مفتاح | مقاطعة      | السكان (2006) | المساحة (كم²) |
| ----- | ----------- | ------------- | ------------- |
| عاصمة | سيتباناكيرت | 50400         | 25.66         |
| 1     | شاهوميان    | 2800          | 1829.80       |
| 2     | مارتاكيرت   | 18900         | 1795.10       |
| 3     | أسكيران     | 17000         | 1221.92       |
| 4     | مارتوني     | 23100         | 951.20        |
| 5     | هادروت      | 12400         | 1876.80       |
| 6     | شوشي        | 4500          | 381.30        |
| 7     | كاشاتاغ     | 8600          | 3376.60       |

## الاقتصاد
تأثر الوضع الاجتماعي والاقتصادي لجمهورية مرتفعات قرة باغ بسبب النزاع. ومع ذلك، الاستثمارات الأجنبية هي المحرّك الجديد لاقتصاد الجمهورية. فإن أصل رأس المال الاستثماري يأتي من معظم الأرمن في أرمينيا و‌روسيا و‌الولايات المتحدة و‌فرنسا و‌أستراليا و‌إيران وبعض دول الشرق الأوسط.

### الأتصالات
يمسك زمام الأمور في قطاع الاتصالات السلكية واللاسلكية شركة قرة باغ للاتصالات التي تستثمر ملايين الدولارات في الهواتف النقالة، وتقود الشركة شركة أخرى لبنانية.

### العملة
النظام المصرفي في ازدهار أيضاً والبنك المركزي يسمى «بنك الدولة»، ويتم استعمال الدرام الأرميني كعملة في التعامل اليومي.

## السكان

### الدين

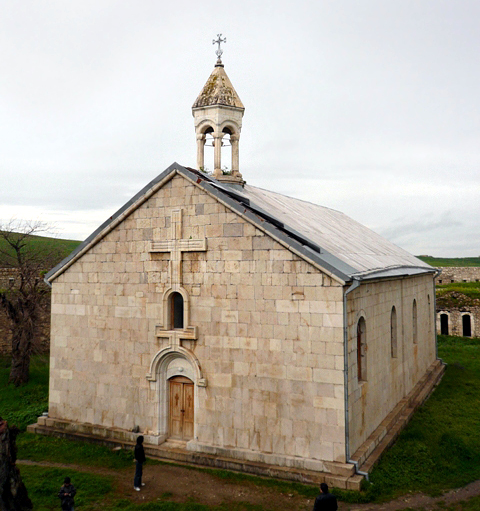
كنيسة القديس غريغوريوس الأرمنية في دير آماراس، من القرن الرابع الميلادي.

معظم السكان الأرمن في جمهورية مرتفعات قرة باغ يدينون بالمسيحية المنتمية إلى الكنيسة الرسولية الأرمنية التي تتبع الأرثوذكسية المشرقية.
هناك أيضاً بعض الطوائف الأرثوذكسية الشرقية والإنجيلية، وهناك أقليات دينية أخرى من المسلمين واليهود.

## وصلات خارجية
- الموقع الرسمي لجمهورية مرتفعات قرة باغ. (بالأرمينية، والروسية، والإنكليزية).